# Station Sint-Mariaburg
Station Sint-Mariaburg is een spoorwegstation langs lijn 12 in de kern Sint-Mariaburg van het Antwerpse district Ekeren. Net buiten het station is een aansluiting op lijn 27A voor treinen die vanuit Nederland en Essen naar de haven van Antwerpen rijden.
In Sint-Mariaburg reed er ook een smalspoorlijn die het Ekerse deel met het Brasschaatse deel van de wijk verbond. Het trammetje was vrij populair bij badgasten die van het Ekers stationnetje naar het zwembad op de grens van Kapellen aan de Kaartse Beek reden of naar het eindpunt aan de Brasschaatse Kattekesberg om er in het zand te spelen.

## Treindienst
| Serie       | Treinsoort               | Route                                                            | Bijzonderheden             |
| ----------- | ------------------------ | ---------------------------------------------------------------- | -------------------------- |
| S 32 2350   | S-trein Antwerpen (NMBS) | Puurs – Antwerpen-Centraal – Sint-Mariaburg – Essen              | Rijdt alleen op werkdagen. |
| S 32 2550   | S-trein Antwerpen (NMBS) | Puurs – Antwerpen-Centraal – Sint-Mariaburg – Essen – Roosendaal |                            |
| P 7200/8200 | Piekuurtrein (NMBS)      | Roosendaal – Sint-Mariaburg – Antwerpen-Centraal                 | Rijdt alleen op werkdagen. |

## Galerij

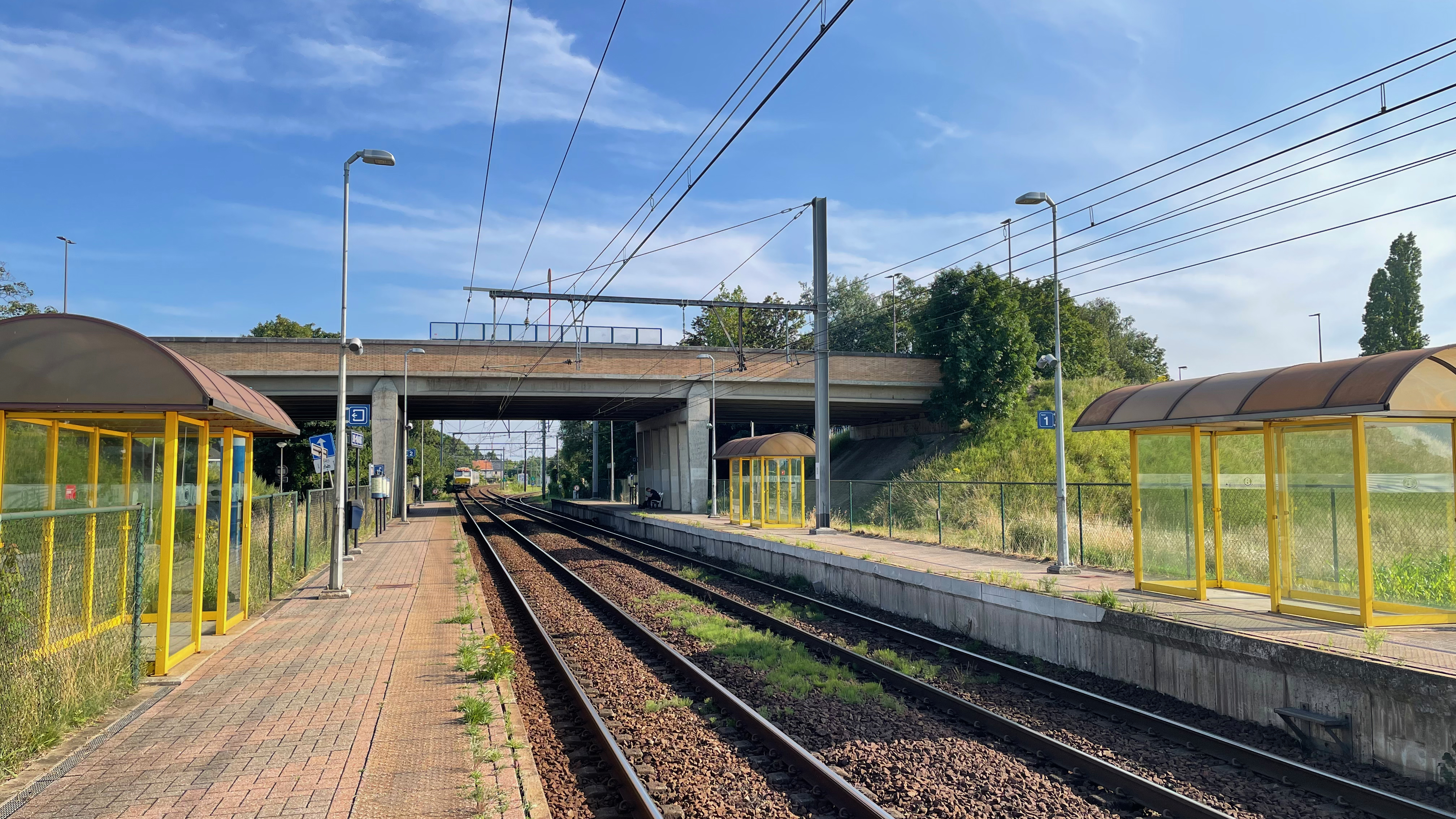
Zicht op het perron
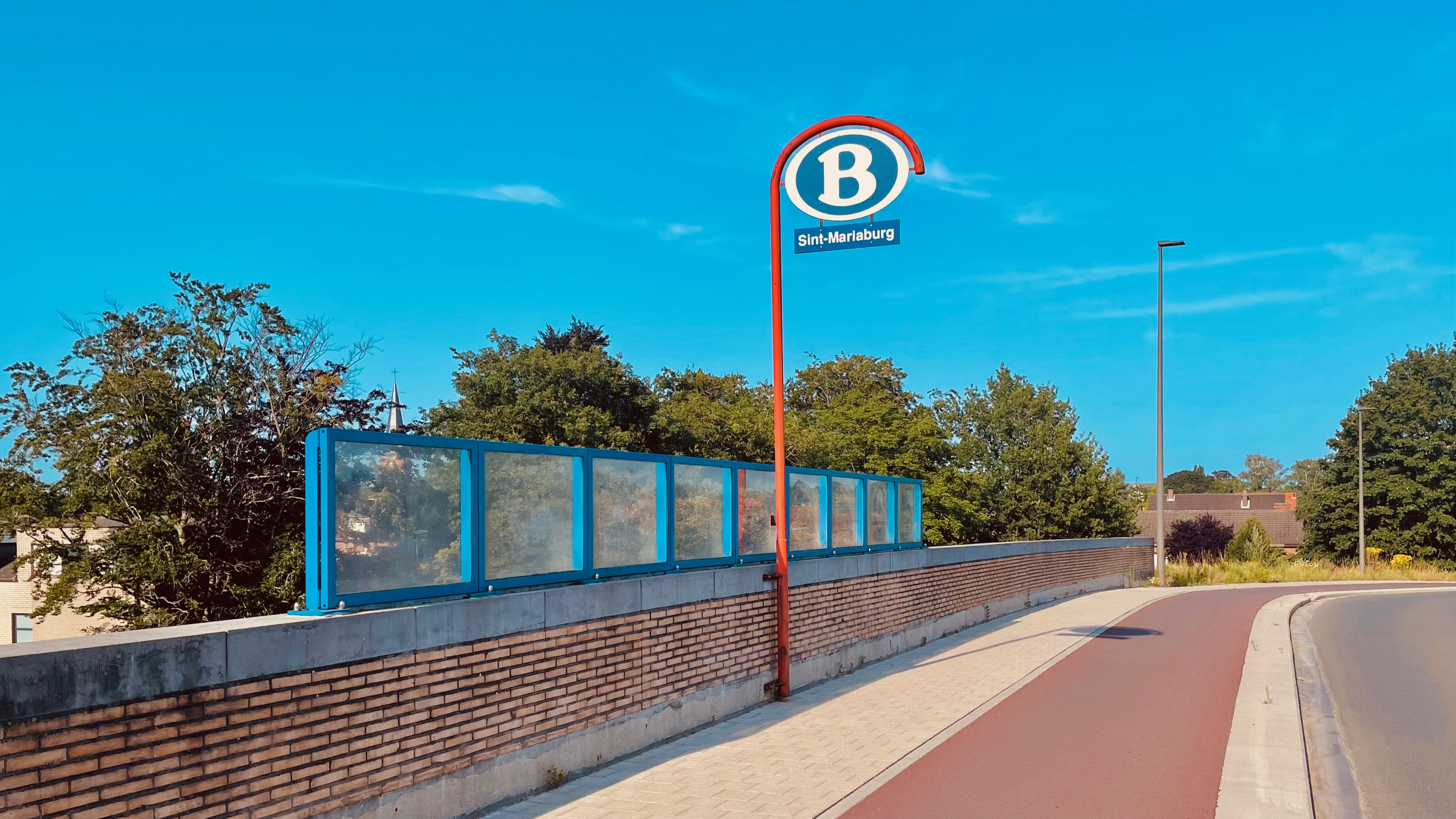
Naambord op de brug
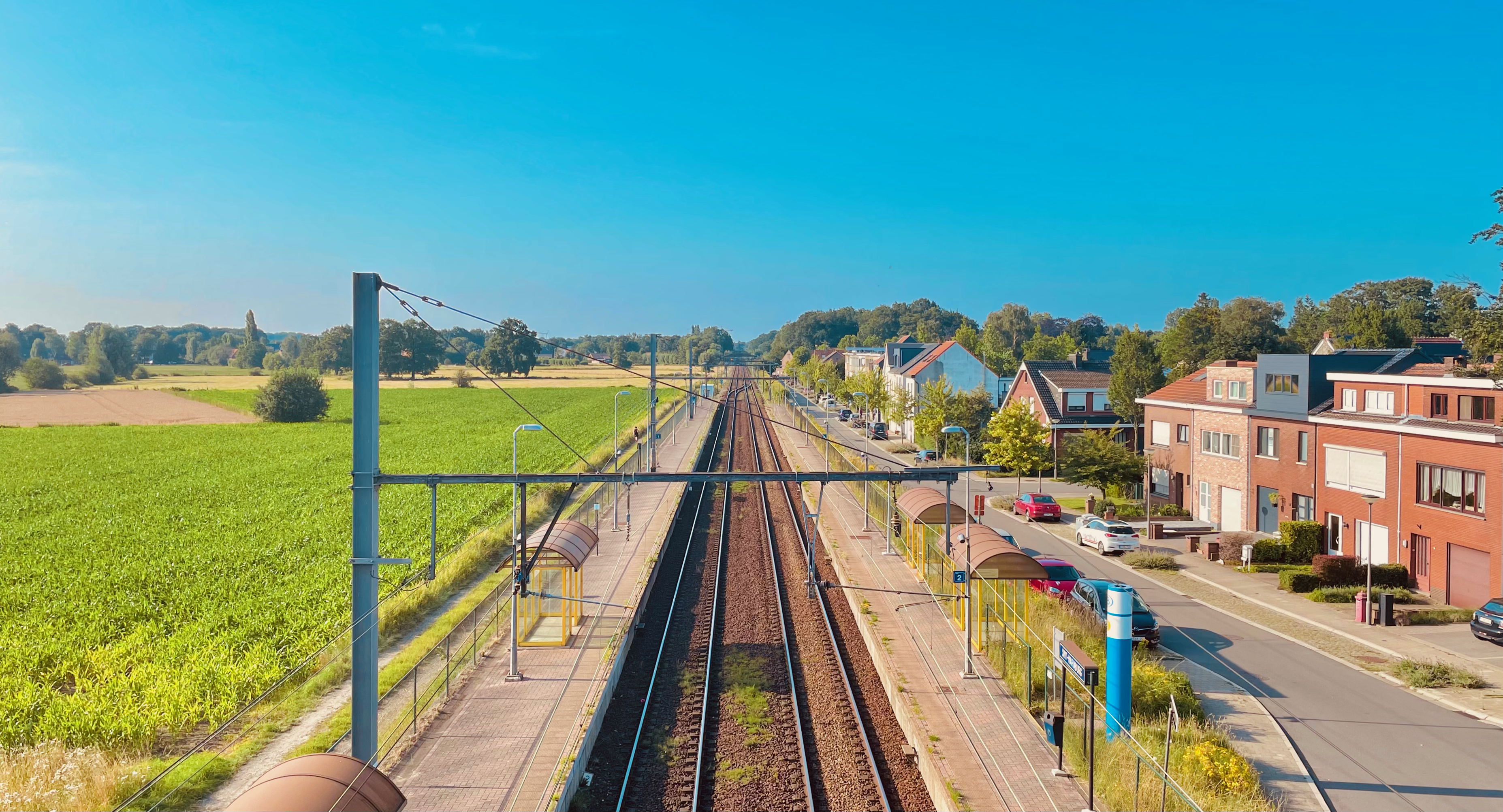
Zicht op de sporen

## Reizigerstellingen
De grafiek en tabel geven het gemiddeld aantal instappende reizigers weer op een week-, zater- en zondag.
| Tabel: aantal instappende reizigers station Sint-Mariaburg | Tabel: aantal instappende reizigers station Sint-Mariaburg | Tabel: aantal instappende reizigers station Sint-Mariaburg | Tabel: aantal instappende reizigers station Sint-Mariaburg |
|                                                            | Weekdag                                                    | Zaterdag                                                   | Zondag                                                     |
| ---------------------------------------------------------- | ---------------------------------------------------------- | ---------------------------------------------------------- | ---------------------------------------------------------- |
| 1977                                                       | 98                                                         | 53                                                         | 70                                                         |
| 1978                                                       | 98                                                         | 36                                                         | 33                                                         |
| 1979                                                       | 187                                                        | 55                                                         | 33                                                         |
| 1980                                                       | 198                                                        | 58                                                         | 65                                                         |
| 1981                                                       | 223                                                        | 62                                                         | 71                                                         |
| 1982                                                       | 230                                                        | 71                                                         | 41                                                         |
| 1983                                                       | 188                                                        | 36                                                         | 41                                                         |
| 1984                                                       | 193                                                        | 66                                                         | 75                                                         |
| 1985                                                       | 167                                                        | 63                                                         | 55                                                         |
| 1986                                                       | 152                                                        | 47                                                         | 39                                                         |
| 1987                                                       | 157                                                        | 46                                                         | 37                                                         |
| 1988                                                       | 162                                                        | 40                                                         | 67                                                         |
| 1989                                                       | 175                                                        | 53                                                         | 68                                                         |
| 1990                                                       | 190                                                        | 46                                                         | 44                                                         |
| 1991                                                       | 164                                                        | 63                                                         | 68                                                         |
| 1992                                                       | 189                                                        | 55                                                         | 59                                                         |
| 1993                                                       | 178                                                        | 62                                                         | 92                                                         |
| 1994                                                       | 210                                                        | 77                                                         | 78                                                         |
| 1995                                                       | 199                                                        | 66                                                         | 47                                                         |
| 1996                                                       | 218                                                        | 75                                                         | 51                                                         |
| 1997                                                       | 252                                                        | 78                                                         | 58                                                         |
| 1998                                                       | 146                                                        | 36                                                         | 56                                                         |
| 1999                                                       | 125                                                        | 58                                                         | 70                                                         |
| 2000                                                       | 143                                                        | 39                                                         | 70                                                         |
| 2001                                                       | 140                                                        | 44                                                         | 54                                                         |
| 2002                                                       | 107                                                        | 48                                                         | 39                                                         |
| 2003                                                       | 125                                                        | 40                                                         | 42                                                         |
| 2004                                                       | 131                                                        | 32                                                         | 57                                                         |
| 2005                                                       | 103                                                        | 47                                                         | 72                                                         |
| 2006                                                       | 115                                                        | 51                                                         | 54                                                         |
| 2007                                                       | 99                                                         | 54                                                         | 66                                                         |
| 2008                                                       | -                                                          | -                                                          | -                                                          |
| 2009                                                       | 93                                                         | 45                                                         | 18                                                         |
| 2010                                                       | -                                                          | -                                                          | -                                                          |
| 2011                                                       | -                                                          | -                                                          | -                                                          |
| 2012                                                       | 81                                                         | 102                                                        | 41                                                         |
| 2013                                                       | 114                                                        | 57                                                         | 35                                                         |
| 2014                                                       | 118                                                        | 61                                                         | 47                                                         |
| 2015                                                       | 104                                                        | 51                                                         | 34                                                         |
| 2016                                                       | 119                                                        | 63                                                         | 58                                                         |
| 2017                                                       | 126                                                        | 69                                                         | 58                                                         |
| 2018                                                       | 167                                                        | 111                                                        | 67                                                         |
| 2019                                                       | 247                                                        | 100                                                        | 70                                                         |
| 2020                                                       | 176                                                        | 96                                                         | 70                                                         |
| 2021                                                       | -                                                          | -                                                          | -                                                          |
| 2022                                                       | 153                                                        | 32                                                         | 19                                                         |
| 2023                                                       | 200                                                        | 82                                                         | 63                                                         |
| 2024                                                       | 251                                                        | 134                                                        | 73                                                         |

Antwerpen-Berchem · Antwerpen-Centraal · Antwerpen-Dam · Antwerpen-Dokken en -Stapelplaatsen · Antwerpen-Harwich · Antwerpen-Haven · Antwerpen-Kiel · Antwerpen-Linkeroever · Antwerpen-Luchtbal · Antwerpen-Noord · Antwerpen-Noorderdokken · Antwerpen-Oost · Antwerpen-Schijnpoort · Antwerpen-Waas · Antwerpen-Zuid · Borgerhout · Ekeren · Ekeren-Brug · Fort 6 · Fort 7 · Fort 8 · Hoboken-Kapelstraat · Hoboken-Polder · Leugenberg · Merksem · Molenveld · Sint-Mariaburg · Wilrijk
0,0: Antwerpen-Centraal ·
2,3: Antwerpen-Oost ·
3,4: Borgerhout ·
5,8: Antwerpen-Dam ·
8,3: Antwerpen-Luchtbal ·
9,1: Antwerpen-Noorderdokken ·
11,4: Ekeren ·
12,5: Sint-Mariaburg ·
13,8: Heikestraat ·
15,0: Kapellen ·
19,0: Kapellenbos ·
21,0: Heide ·
22,7: Kijkuit ·
24,0: Kalmthout ·
28,1: Wildert ·
32,1: Essen ·
23,0: Roosendaal ·
15,6: Oudenbosch ·
7,5: Zevenbergen ·
0,0: Moerdijk AR ·
0,0: Lage Zwaluwe